# Le Débat des grandes voix
 (1er octobre 2019).
Le Débat des grandes voix est une émission de radio française proposée par Europe 1 présentée par Pierre de Vilno.
Pendant une heure, de grandes figures de l'histoire de la station de radio, comme Philippe Gildas, Charles Villeneuve, Catherine Nay, Michèle Cotta, Robert Namias ou Gérard Carreyrou, débattent sur les sujets qui font l'actualité.
Six présentateurs principaux se sont succédé en onze saisons : Marie Drucker, Frédéric Taddeï, Wendy Bouchard, Sonia Mabrouk, Matthieu Belliard et Nathalie Levy